# Geoemyda spengleri
Geoemyda spengleri — вид черепах из рода Geoemyda семейства азиатских пресноводных черепах. Считается одной из самых мелких черепах в мире. Вид является эндемиком Юго-Восточной Азии и указан как находящийся под угрозой исчезновения.

## Этимология
Видовое название spengleri дано в честь датского натуралиста Лоренца Шпенглера.

## Внешний вид и строение
Один из самых мелких видов черепах весом от 90 до 150 граммов. Его можно распознать по чёрным отметинам на пластроне, в то время как карапакс напоминает опавший лист. Поведение изучено слабо, но, видимо, это одиночные наземные животные. Они могут двигать глазами независимо друг от друга, чтобы наблюдать за окружением. Имеют предполагаемую продолжительность жизни 20-24 года.

## Распространение
Встречается в горных лесах Китая, Вьетнама и Лаоса. Их можно найти на островах Рюкю в Японии, через Китай до провинции Куангнам во Вьетнаме. Этих черепах можно встретить за пределами их природного ареала в результате торговли или выпуска. Geoemyda spengleri были зарегистрированы на больших и средних высотах 1000 метров и 500 метров, но из-за недостатка исследований географическое распределение окончательно не установлено.

## Места обитания
Geoemyda spengleri населяет нефрагментированные леса и редколесья вблизи мелководных ручьёв. Подходящие места обитания включают субтропические, тропические влажные горные и болотистые леса. Взрослые особи обитают под кронами деревьев или в тени при подходящих температурах от 40 °F до 90 °F. Им нужны подходящие условия для устройства гнёзд на открытых участках.

## Питание
В природе питание этих животных не наблюдалось, но исследование их фекалий показывает, что они всеядны и их рацион состоит из улиток, листьев, фруктов и насекомых. Они также могут питаться ракообразными. В неволе этот вид может питаться мелкими беспозвоночными и мясом, но предпочитает живую добычу, такую как дождевые черви, сверчки, слизни и мокрицы.

## Размножение
Половой диморфизм взрослых особей выражается в том, что у самок, в отличие от самцов, подвижный пластрон. Размножение в дикой природе не зарегистрировано, но в неволе самки, как правило, откладывают 1-2 яйца за раз.

## Угрозы
Благодаря исследованиям в китайских провинциях Гуандун, Гуанси и Хайнань выяснилось, что Geoemyda spengleri является одним из выживших там видов черепах из-за скрытного наземного образа жизни и небольшого размера. Они вымирают из-за чрезмерной эксплуатации и масштабного изменения среды обитания, такого как вырубка леса. Их также продают в качестве домашних питомцев и для производства снадобий традиционной китайской медицины. Большое количество этих черепах продаётся на рынках провинций Гуандун, Гуанси и Хайнань в Китае и Гонконге, что приводит к сокращению популяции примерно на 70 %.